# Leszek Pacholski (ur. 1945)
Leszek Pacholski (ur. 11 lutego 1945 w Osnabrücku) – polski naukowiec, profesor nauk matematycznych, logik, informatyk. W latach 2005–2008 rektor Uniwersytetu Wrocławskiego.

## Życiorys
W 1967 ukończył studia matematyczne na Uniwersytecie Wrocławskim, w latach 1967–1968 pracował jako asystent na macierzystej uczelni. W latach 1968–1994 był pracownikiem Instytutu Matematycznego Polskiej Akademii Nauk. Tam na podstawie pracy O przeliczalnie zwartych produktach zredukowanych otrzymał stopień naukowy doktora. Habilitował się w 1972 w tej samej instytucji w oparciu o rozprawę zatytułowaną O przeliczalnych uniwersalnych algebrach Boole’a i zwartych klasach modeli. W latach 1973–1993 był kierownikiem Zakładu Podstaw Matematyki, w latach 1980–1990 kierownikiem Oddziału Instytutu we Wrocławiu. 11 maja 1993 otrzymał tytuł naukowy profesora. W październiku 1994 powrócił na Uniwersytet Wrocławski i rozpoczął pracę w Instytucie Informatyki na Wydziale Matematyki i Informatyki. W latach 1995–1998 kierował Zakładem Teorii Informatyki, w latach 1998–2005 Zakładem Języków Programowania, a w latach 1996–2005 był dyrektorem Instytutu Informatyki. W latach 2005–2008 pełnił funkcję rektora Uniwersytetu Wrocławskiego. W 2008 objął ponownie stanowisko dyrektora Instytutu Informatyki.
Odznaczony Krzyżem Kawalerskim Orderu Odrodzenia Polski (2000). Wyróżniony Nagrodą im. Stefana Banacha (1974), Nagrodą Fundacji Alfreda Jurzykowskiego (1994) oraz Nagrodą Ministra Nauki (2014).